# Neerijnen
Neerijnen és un municipi de la província de Gelderland, al centre-oest dels Països Baixos. L'1 de gener del 2009 tenia 11.895 habitants repartits sobre una superfície de 72,96 km² (dels quals 6,97 km² corresponen a aigua). Limita al nord amb Geldermalsen i Tiel, a l'oest amb Lingewaal, a l'est amb West Maas en Waal i al sud amb Zaltbommel i Maasdriel.

## Centres de població
- Hellouw
- Haaften
- Tuil
- Waardenburg
- Neerijnen
- Est
- Opijnen
- Heesselt
- Varik
- Ophemert

## Administració
El consistori consta de 16 membres, compost per:
- Partit del Treball, (PvdA) 3 regidors
- Crida Demòcrata Cristiana, (CDA) 3 regidors
- Partit Popular per la Llibertat i la Democràcia, (VVD) 3 regidors
- SGP, 3 regidors
- Gemeentebelangen, 2 regidors
- Lijst Beukers, 1 regidor